# 20 sm
20 sm (ros. 20 см, pol. 20 cm) – trzeci album studyjny białoruskiego zespołu punk rockowego Daj Darogu!, wydany w 2004 roku. Płyta pojawiła się w trzech wariantach: „dla taty” – zawierającym niecenzuralne słownictwo, „dla mamy” – z ocenzurowanymi wersjami utworów, a także „dla fanów” – z utworem „Sanie”. Album był ostatnim w historii zespołu, który pojawił się także na kasetach magnetofonowych. Prezentacja płyty odbyła się 1 lipca 2004 roku w klubie „Matrica”.

## Lista utworów
| Nr  | Tytuł utworu        | Oryginalna pisownia tytułu | Długość |
| --- | ------------------- | -------------------------- | ------- |
| 1.  | „20 sm”             | «20 см»                    | 3:17    |
| 2.  | „Bałony”            | «Балоны»                   | 4:11    |
| 3.  | „Prygaj w kolasku”  | «Прыгай в коляску»         | 3:04    |
| 4.  | „Wieczernij Briest” | «Вечерний Брест»           | 4:41    |
| 5.  | „Grafik raboty”     | «График работы»            | 3:26    |
| 6.  | „Armija”            | «Армия»                    | 5:03    |
| 7.  | „Mama na rabotie”   | «Мама на работе»           | 3:02    |
| 8.  | „Stołowka”          | «Столовка»                 | 4:02    |
| 9.  | „Rok”               | «Рок»                      | 3:47    |
| 10. | „Tiempieratura”     | «Температура»              | 5:21    |
| 11. | „Nowyj god”         | «Новый год»                | 4:15    |
| 12. | „Panika na ldu”     | «Паника на льду»           | 3:19    |
| 13. | „Nasz rok-n-rołł”   | «Наш рок-н-ролл»           | 3:45    |
| 14. | „Sanie (Nie tut)”   | «Сане (Не тут)»            | 1:02    |
|     |                     |                            | 52:15   |

## Twórcy
- Juryj Stylski – wokal, gitara, mastering, muzyka i teksty
- Kirył Skamin – gitara basowa
- Aleh Fiadotkin – perkusja
- Uładzimir Kiwaczuk – dyrektor zespołu
- Anatol Charytonau – realizator dźwięku
- Andrej Bahdanau – mastering